# Onthaal en Promotie Brussel
Onthaal en Promotie Brussel (OPB) was een organisatie die instond voor de promotie van Brussel in Vlaanderen.
De organisatie maakte Vlamingen en Nederlandstalige bezoekers en bewoners wegwijs in de Belgische hoofdstad. Het was een groot- en hoofdstedelijk communicatiecentrum dat informeerde over de hoofdstad en de Vlaamse en Nederlandstalige initiatieven, organisaties en netwerken. Het coördineerde ook evenementen om de band tussen Brussel en Vlaanderen nauwer aan te halen.
Bekende projecten zijn Broodje Brussel, De Gulden Ontsporing, De Dag van de Student in Brussel, Brussel Open Stad en Weg van Brussel. OPB communiceerde voornamelijk via UiTinBrussel.be. 

## Uitgaven
OPB publiceerde verschillende uitgaven. In 2008 verscheen 'Op vadroei door Brussel : 3 snuffeltochten voor ketjes en co'. In 2009 werd Brussel XL uitgegeven, een reeks van 7 wandelweetboeken onder de noemers in beelden, in woorden, intiem, in actie, in't groen, in stenen en in noten. 
In 2012 ging de vereniging op in Muntpunt, samen met de Hoofdstedelijke Openbare Bibliotheek.